# Ленинский район (Пермь)
Ле́нинский райо́н — один из семи районов Перми. Является культурно-деловым центром Перми. На территории района расположено историческое ядро города, городские и краевые органы власти, наиболее значимые памятники истории и культуры.

## География
Площадь района — 45,09 км², это наименьший из районов Перми. Район расположен на обоих берегах Камы и состоит из левобережной и правобережной части.
На территории Ленинского района расположены следующие микрорайоны:
- в левобережной части: Центральный, Разгуляй[4], Коммунистический, Луначарский, Советский, Шпагинский[5];

- в правобережной части: Камская долина, Комплекс ПГТУ.

## История
Район был создан 27 мая 1936 года, когда президиум городского совета принял решение о создании Ленинского, Сталинского (ныне — Свердловский) и Кагановичского (ныне — Дзержинский) районов и учреждении соответствующих районных советов. В его состав вошла наиболее старая часть города, где, начиная с 1723 года, со времени основания медеплавильного завода на реке Егошиха, строились административные, промышленные и другие здания.
4 октября 1954 года в центре Комсомольского сквера перед оперным театром был открыт памятник В. И. Ленину[значимость факта?].

## Население
| 1959    | 1970    | 1979    | 1989    | 2002    | 2006    | 2007    | 2009    | 2010    |
| ------- | ------- | ------- | ------- | ------- | ------- | ------- | ------- | ------- |
| 87 892  | ↘69 252 | ↗74 657 | ↘74 622 | ↘57 569 | ↘53 700 | ↘52 700 | ↘50 670 | ↘48 520 |
| 2012    | 2013    | 2014    | 2015    | 2016    | 2017    | 2018    | 2019    | 2020    |
| ↗50 456 | ↗51 949 | ↗53 119 | ↗53 712 | ↗54 167 | ↗54 783 | ↗55 088 | ↗55 299 | ↗55 630 |
| 2021    | 2023    |         |         |         |         |         |         |         |
| ↘45 546 | ↘44 970 |         |         |         |         |         |         |         |

Ленинский район находится на последнем месте по численности населения. Население района составляет 4.38 % населения Перми.

## Крупнейшие улицы

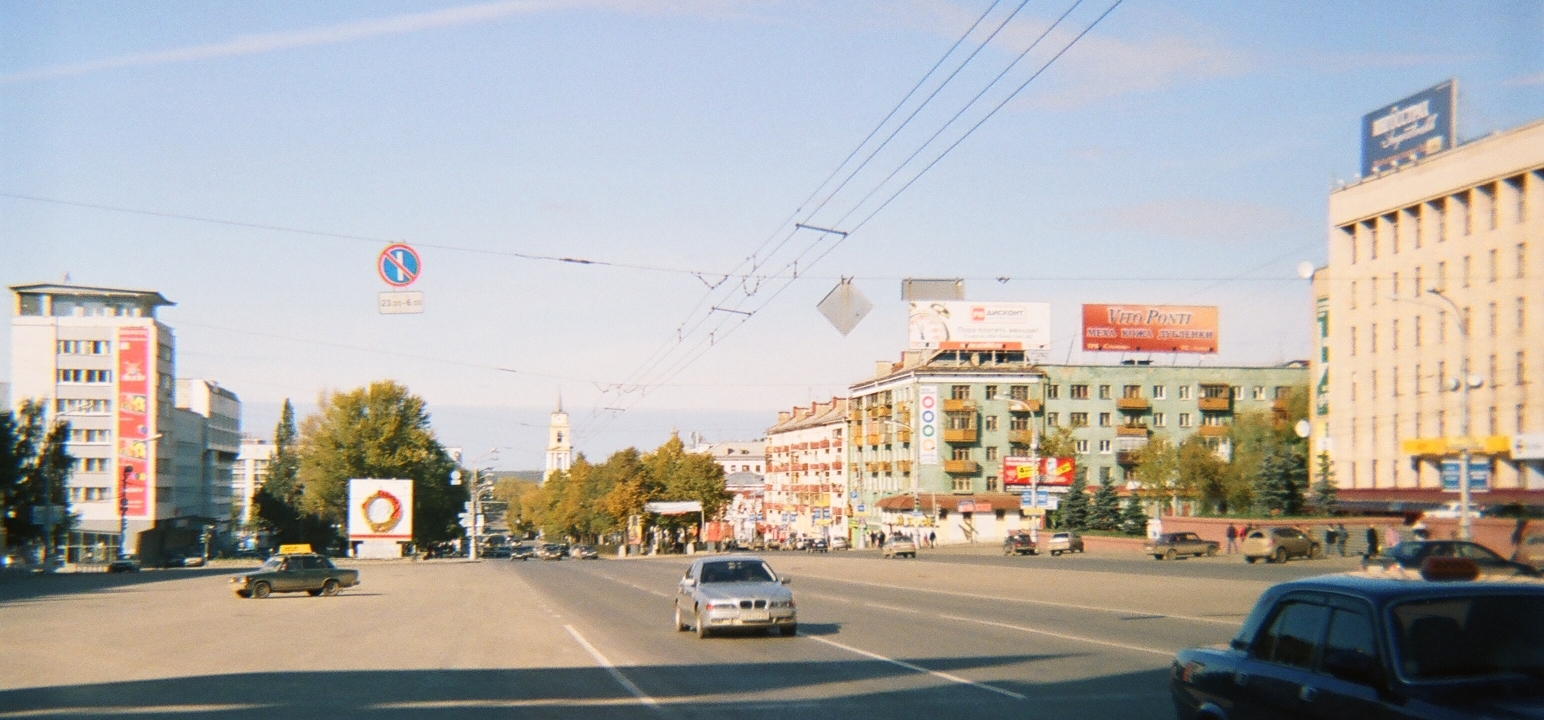
Октябрьская площадь и Комсомольский проспект

- Улица Ленина;
- Комсомольский проспект.

## Организации
Ленинский район — центральный район Перми. Он включает в себя наиболее старую часть города, где со времени его основания строились административные, культурные, промышленные и другие важные здания. Сейчас здесь расположены здания законодательного собрания и правительства Пермского края, администрации города Перми.
Образовательные учреждения:
- Пермский национальный исследовательский политехнический университет;
- Пермский государственный аграрно-технологический университет;
- Пермский государственный медицинский университет;
- Пермский государственный институт культуры.

Театры:
- Пермский академический театр оперы и балета имени Петра Ильича Чайковского;
- Пермский академический театр драмы.